# Jeroen Heubach
Jeroen Heubach (* 24. September 1974 in Enschede) ist ein ehemaliger niederländischer Fußballspieler. Bis Sommer 2010 stand der Verteidiger beim niederländischen Erstligisten Twente Enschede unter Vertrag.

## Karriere
Heubachs Karriere begann 1994 beim FC Twente Enschede. In seinem ersten Profijahr kam er auf drei Einsätze und konnte somit sein Debüt in der Eredivisie feiern. Nachdem ihm auch in den folgenden beiden Jahren der Durchbruch nicht gelungen war, wechselte Heubach zur Spielzeit 1997/98 zum Aufsteiger MVV Maastricht. Beim Ligakonkurrenten konnte sich der Verteidiger durchsetzen und entwickelte sich zum Stammspieler. In der Saison 1998/99 erzielte er seinen ersten Ligatreffer. Im Sommer 1999 wechselte er schließlich wieder nach Enschede, um es erneut beim FC Twente zu versuchen. Dieses Mal gelang es ihm in die Startelf zu kommen. Seitdem ist Heubach ständiger Leistungsträger bei den Enschedern. 2001 zog er mit der Mannschaft ins Finale um den KNVB-Pokal, wo der FC Zwolle geschlagen wurde und Heubach seinen ersten nationalen Erfolg mit dem Team feierte. Drei Jahre später schaffte es Twente wieder ins Finale einzuziehen. Dieses Mal blieb Heubach und seiner Mannschaft der Erfolg verwehrt. Am 30. Dezember 2007 kam der Defensivspieler zu seinem 250 Ligaeinsatz für Twente. 2008 und 2009 wurde er mit Twente Vizemeister. Außerdem zog man 2009 erneut ins Finale um den KNVB-Cup ein. Dort verlor man aber im Elfmeterschießen gegen den SC Heerenveen.

## Erfolge
- KNVB-Pokal mit Twente Enschede: 2001
- Niederländischer Meister mit Twente Enschede: 2009/10

## Wissenswertes
Die Anhänger des FC Twente nennen Heubach wegen seiner innigen Vereinszugehörigkeit Heubach Hooligan. Dies begründet sich daraus, da der Spieler seine Neigung auch gerne gegenüber gegnerischen Fans zeigt.